# Leer het verkeer
Leer het verkeer was een serie uit 1986 en 1987 van het duo Bassie en Adriaan waarin aan kinderen verkeersvoorlichting gegeven werd.
De serie was een onderdeel van De stop en stap show (1986-1987) die werd uitgezonden bij de TROS, de omroep waar Bassie en Adriaan jarenlang te zien zijn geweest. De serie heet sinds de dvd-uitgave in 2009 Leer het Verkeer en had daarvoor geen naam. Er zijn voor de dvd-uitgave ook fragmenten gehaald uit de andere Bassie en Adriaan-series. Ook zijn er introductiefilmpjes toegevoegd aan de dvd. De serie wordt sinds februari 2013 uitgezonden op het digitale televisiekanaal Pebble TV en was op dat kanaal ook gelijk serie van de maand. In 2019 werd de filmpjes geplaatst op het YouTube-Channel.

## Afleveringen
| Nr. | Titel de Stop en Stap show                     |
| --- | ---------------------------------------------- |
| 1   | Het gevaar van voetballen op straat            |
| 2   | Hoe een verkeersveilige fiets er uit moet zien |
| 3   | Ook opletten bij een zebrapad                  |
| 4   | Veiligheid op de fiets in de winter            |
| 5   | Oversteken na uit de bus te zijn gestapt       |
| 6   | Oversteken tussen geparkeerde auto's           |

| Nr. | Titel dvd uitgave leer het verkeer                                                       |
| --- | ---------------------------------------------------------------------------------------- |
| 1   | Veilig over straat (afkomstig uit Leren lachen met Bassie en Adriaan uit 1984)           |
| 2   | Veilig oversteken deel 1                                                                 |
| 3   | Veilig oversteken deel 2                                                                 |
| 4   | Veilig oversteken deel 3                                                                 |
| 5   | Veilig oversteken deel 4                                                                 |
| 6   | Richting aangeven op de fiets                                                            |
| 7   | Rechts houden in het verkeer of niet?                                                    |
| 8   | Eenrichtingverkeer                                                                       |
| 9   | Een fiets die gezien mag worden                                                          |
| 10  | Zekerheid voor alles (afkomstig uit Leren lachen met Bassie en Adriaan uit 1986)         |
| 11  | Veilig op de fiets                                                                       |
| 12  | Verkeerslichten                                                                          |
| 13  | Achter elkaar op de fiets                                                                |
| 14  | Verkeer van rechts                                                                       |
| 15  | Raar verkeer van rechts in Denemarken (afkomstig uit De Geheimzinnige Opdracht uit 1992) |
| 16  | Niet spelen op de straat                                                                 |
| 17  | Altijd je gordel om                                                                      |

## Uitgave
| Jaar | Uitgever             | medium | Opmerking                                         |
| ---- | -------------------- | ------ | ------------------------------------------------- |
| 2009 | Bridge Entertainment | DVD    | De release stond oorspronkelijk voor 2004.        |
| 2015 | Entertainment One    | DVD    | Nieuwe cover. Nu onder de titel Leren in verkeer. |

## Trivia
- Alle fragmenten uit De stop en stap show waren ook te zien in de compilatie aflevering van hetzelfde programma.